# Lord Burgess
Irving Louis Burgie, besser bekannt als Lord Burgess (* 28. Juli 1924 in Brooklyn, New York City; † 29. November 2019 in Queens, New York City), war ein US-amerikanischer Komponist.

## Leben und Werk
Burgies Mutter stammte aus Barbados, sein Vater aus dem US-Bundesstaat Virginia. Im Jahre 1956 heiratete er Elizabeth Turner (* 31. Mai 1930; † 28. Juni 2003). Das Paar bekam zwei Söhne, Irving Jr. und Andrew. Im Jahr 2007 erschien seine Autobiografie Day-O!!! The Autobiography of Irving Burgie.
Sein bekanntestes Werk dürfte das Lied „Jamaica Farewell“ sein, zu dem er die Verse beitrug. Es wurde von Harry Belafonte, Jimmy Buffett, Carly Simon und anderen aufgenommen. Weitere von ihm komponierte und durch Belafonte bekanntgemachte Lieder sind unter anderem „Day-O (The Banana Boat Song)“ und „Island in the Sun“.
Burgie komponierte das Musical „Ballad for Bimshire“, das im Mayfair Theater (Off-Broadway) am 15. Oktober 1963 Premiere hatte.
Irving Burgie hat außerdem die Verse der im Jahr 1966 angenommenen Nationalhymne von Barbados verfasst.

## Diskographie (Auswahl)
- Lord Burgess and His Calypso Serenaders – Folk Songs of Haiti, Jamaica and Trinidad. Stinson Records, SLP·62, 1954.
- Irving Burgess – Ballad For Bimshire. A New Musical of Barbados. London Records, AM 48002, 1963.
- Lord Burgess and His Sun Islanders – Calypso Go Go. Buddah Records, BDS 5005, 1967.
- Lord Burgess – Lord Burgess Rides Again. Cherry Lane Records, CLRi-1-1984, 1984.
- Irving Burgie – Island In The Sun: The Songs of Irving Burgie. Angel Records, 52222, 1996.
- Irving Burgie – The Father of Modern Calypso. VLT-15170, 2003.